# Liggedame
En liggedame er en pylret overklassekvinde der går i seng når verdenen går dem imod.
Den klassiske fremstilling af en liggedame er Lise Nørgaards og Malene Schwartzs Maude Varnæs i tv-serien Matador.
Nørgaard selv erindrede tre til fire liggedamer fra hendes barndom i Roskilde. Hendes forældre formanede at man skulle være stille og artige når man besøgte liggedamerne for ellers gik de i seng.